# Rómulo Rozo

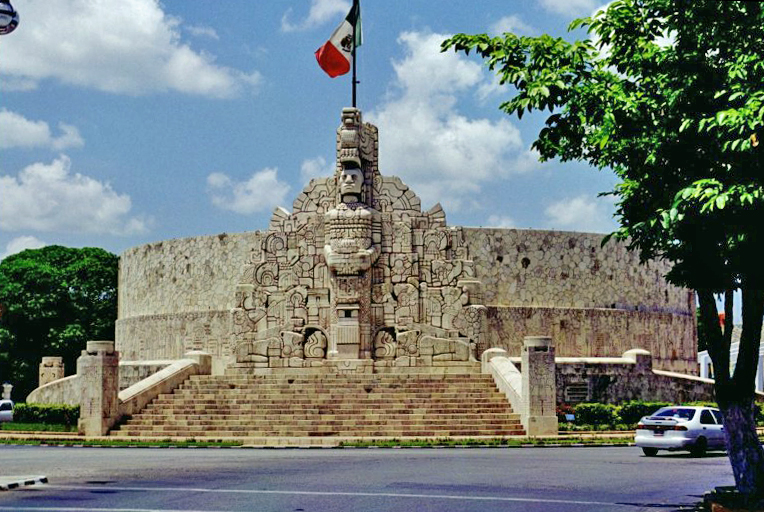
Monumento a la Patria (1956), en el Paseo de Montejo de Mérida, Yucatán.

Rómulo Rozo Peña fue un escultor y pintor indoamericano, de origen colombiano, nacido en Chiquinquirá en 1899. Vivió gran parte de su vida en México y murió en la ciudad de Mérida, la de Yucatán, en 1964, el mismo día en que recibió su carta de naturalización como mexicano. Contrajo matrimonio en dos ocasiones, la primera en Checoslovaquia, durante su estancia en Europa, con Ana Krauss a quien conoció en París, con la que tuvo tres hijos: Rómulo, Gloria y Leticia. La segunda con Manuela Vera, yucateca, con la que tuvo dos hijos: Marco Antonio y Gloria Antonia.

## Estudios
Hizo sus primeros estudios en la Escuela Nacional de Bellas Artes y después en el Instituto Técnico Central de Bogotá. En Europa, adonde viajó aún joven, entre los años 1924 y 1929; estudió en la Academia de Bellas Artes de San Fernando en Madrid para luego completar sus estudios en París, Francia, bajo la tutela de Antoine Bourdelle quien ejerció gran influencia en sus obras. Participó en la Exposición Iberoamericana de Sevilla en 1929 donde ganó con su participación el Gran Premio y la Medalla de oro, antes de regresar a América.

## Bachué y Sevilla: la apoteosis de Rozo

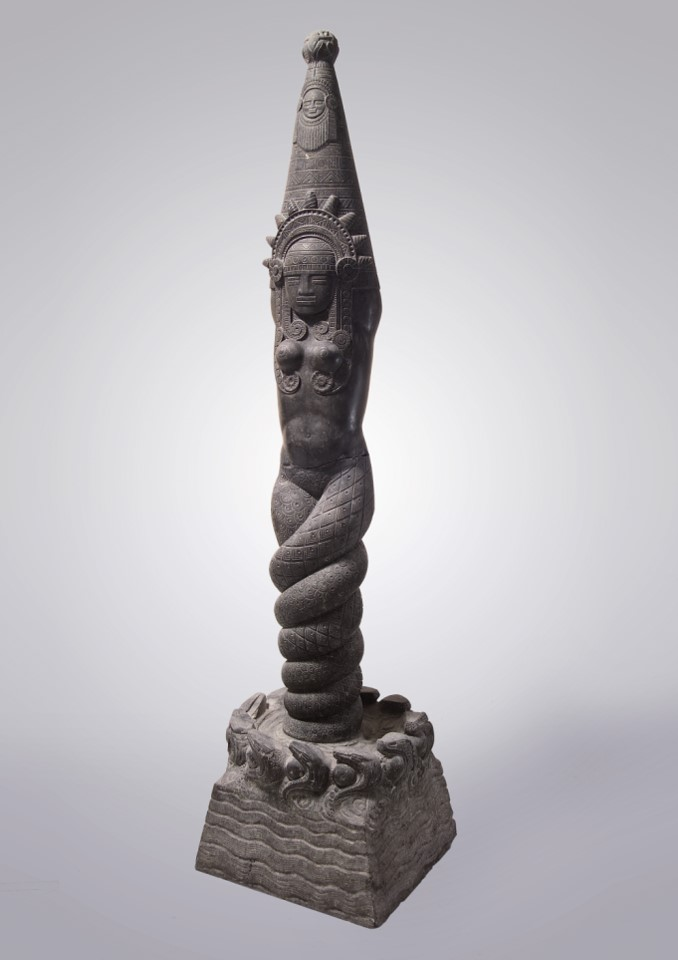
Bachué, diosa generatriz de los chibchas. 1925. Talla en granito.

En 1925 en París  realiza una de sus obras maestras, "Bachué diosa generatriz de los indios chibchas", una escultura tallada en granito que le significó un reconocimiento en la capital mundial del arte por su extraña y exótica referencia a la mitología precolombina colombiana. La obra hacía referencia a la diosa Bachué, madre de la civilización muisca en su mitología, una representación sin precedentes debido a que esta cultura nunca creó una iconografía de sus deidades ni basó sus creencias en el culto a la imagen. La repercusión de la prensa internacional a esta obra convirtió a Rozo en el artista de mayor reconocimiento internacional hasta esa fecha, y el alcance de su influencia se sentiría pronto en Colombia cuando los diarios publicaran imágenes de la "Bachué..." y de las nuevas obras realizadas por Rómulo Rozo, en las cuales mezclaba sus conocimientos académicos del arte occidental con elementos propias de culturas indígenas latinoamericanas, asiáticas y africanas, muchos de estos referentes tomados de las colecciones de antiguas civilizaciones en los Museos de Louvre y Trocadero. En honor a la creciente admiración hacia la producción de Rozo en Colombia se creó en 1930 un efímero movimiento literario autodenominado Los Bachués, que propugnaba la revisión de las raíces vernáculas para la creación de un arte propio, en oposición al arte académico y al afrancesamiento en el estilo de vida de la sociedad de élite. Por la continuidad de esta influencia en las artes plásticas, evidenciada en la producción de toda una pléyade de artistas de su generación (Luis Alberto Acuña Tapias, Ignacio Gómez Jaramillo, Pedro Nel Gómez, Ramón Barba, José Domingo Rodríguez, Hena Rodríguez, Miguel Sopó, Rodrigo Arenas Betancourt, entre otros), la "Bachué, diosa generatriz de los indios chibchas" de Rozo ha sido arduamente señalada como la pieza fundacional del arte moderno en Colombia. El reconocimiento obtenido por Rozo gracias a esta obra fue otro de los factores determinantes en que el gobierno colombiano lo tuviera en cuenta para el proyecto del Pabellón de Colombia en la Exposición Iberoamericana de 1929 en Sevilla.
En 1928, Rozo fue contratado para realizar la ornamentación del edificio que representaría a Colombia en la Exposición Iberoamericana de Sevilla de 1929. Aunque el edificio fue proyectado por el arquitecto español José Granados de la Vega, Rozo recibió la estructura y reformó la idea original de Granados que hacía alusión a una iglesia barroca, para convertirla en un templo con una cargada referencia ornamental a los dioses chibchas del territorio colombiano prehispánico. Para tal objetivo Rozo había pedido al comprador de la Bachué que la prestará para instalarla en un lugar protagónico del edificio durante el año que duraba el evento. En torno a ella, Rozo concibió todo un entramado de decorados en yeso y hormigón, con referentes claros a las culturas Tolima, San Agustín, Muiscas e incluso Mayas. El resultado final terminó siendo un edificio sui generis, por la extraña belleza entre la conjunción de una arquitectura religiosa con una decoración sin antecedentes basada en civilizaciones precolombinas. Nuevamente la repercusión de la prensa ante el resultado del edificio concluyó en un éxito sin precedentes para el escultor, quien sin embargo decidió no regresar a Colombia sino establecerse en México en 1931. 
A pesar de la tremenda influencia de La Bachué en toda la generación nacionalista de artistas de la primera mitad de siglo XX en Colombia, la obra se perdió desde su participación en Sevilla. Solo hasta 1998 (68 años después) fue reencontrada por el historiador de arte Álvaro Medina, y exhibida por primera vez en Colombia en la exposición "Colombia en el umbral de la modernidad", curada por el mismo investigador.
Durante el tiempo de desaparecida de la obra, una nueva ola de artistas jóvenes y el poder mediático de la crítica argentina Marta Traba opacaron los aportes de esta generación, condenándola a un segundo puesto en la historia del arte colombiano que solo fue revaluado a partir del reencuentro de la obra. A pesar de su valor histórico ninguna institución cultural en Colombia mostró interés en adquirirla. Sin embargo, la obra actualmente hace parte de la colección de la Fundación Proyecto Bachué, una plataforma interesada en la conservación y acopio de arte colombiano.

## Se establece en México
Su estancia en este país que fue el de su adopción y donde finalmente moriría, se inició cuando fue nombrado agregado cultural de la embajada colombiana en México, en 1931. Poco después la Secretaría de Educación Pública del gobierno mexicano lo invitó a colaborar como maestro de escultura en sus escuelas. También fue contratado por la Universidad Nacional Autónoma de México como maestro en la Escuela Central de Artes Plásticas en la capital mexicana a partir del año de 1933.
Realizó su primera magna exposición en la Biblioteca Nacional de México en donde exhibió entre otras obras su famosa y delicada escultura en piedra denominada El pensamiento, que por un acto de mal gusto fue caricaturizada en la prensa nacional mexicana de esa época, después plagiada, vanalizada y comercializada ad náuseam, sin que el autor pudiera hacer nada por evitarlo. A raíz de ello, la imagen que proyecta con creatividad la idiosincrasia reflexiva del mexicano, fue pervertida y ganó carta de identidad como la imagen del mexicano somnoliento y flojo, del "sleepy Mexican", vulgarizada en los filmes hollywoodenses como el "lazy Pancho" que invadió deplorablemente el imaginario público en los años 40 y 50.
Más tarde Rómulo Rozo decidió establecerse en el sureste de México, cuando fue invitado por el gobierno de esa república para dirigir la construcción y decoración de una serie de edificios públicos de Chetumal capital del, en ese entonces territorio federal, y actualmente estado de Quintana Roo. Ya arraigado en México y particularmente en el sureste, en 1946, fue contratado por el gobierno estatal de Yucatán, lugar que se convertiría en su patria chica y donde viviría hasta el final de sus días, para impartir clases de escultura en la Escuela de Bellas Artes de Mérida. Aquí desarrollaría a lo largo de más de dos lustros la que quizá fue la más importante de sus obras: el Monumento a la Patria, en el Paseo de Montejo.

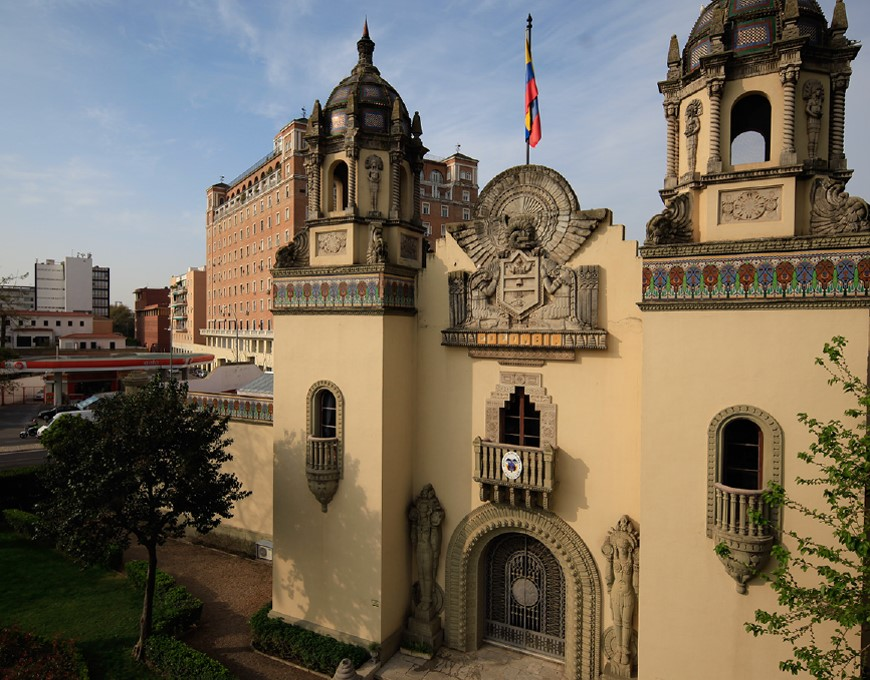
Pabellón de Colombia en la Exposición Iberoamericana de Sevilla. 1928-1929. Ornamentación de Rómulo Rozo. Fotografía de Santiago Escobar-Jaramillo.

Como a muchos artistas, la retribución económica por su trabajo no le fue favorable. Rómulo Rozo Krauss, hijo del escultor, recuerda que 

"acostumbraba empezar a trabajar desde las siete de la mañana, y que a las siete de la noche continuaba laborando, muchas veces olvidándose de comer... vivió sin recibir mayores beneficios por su obra legada a México, más que el unánime reconocimiento, pero en el aspecto material, el artista murió en la pobreza... Las cobijas del escultor eran sacos de correo con los tres colores de la bandera nacional (mexicana), y .... murió cubriéndose con ellos."

## Obra
Entre muchas otras:

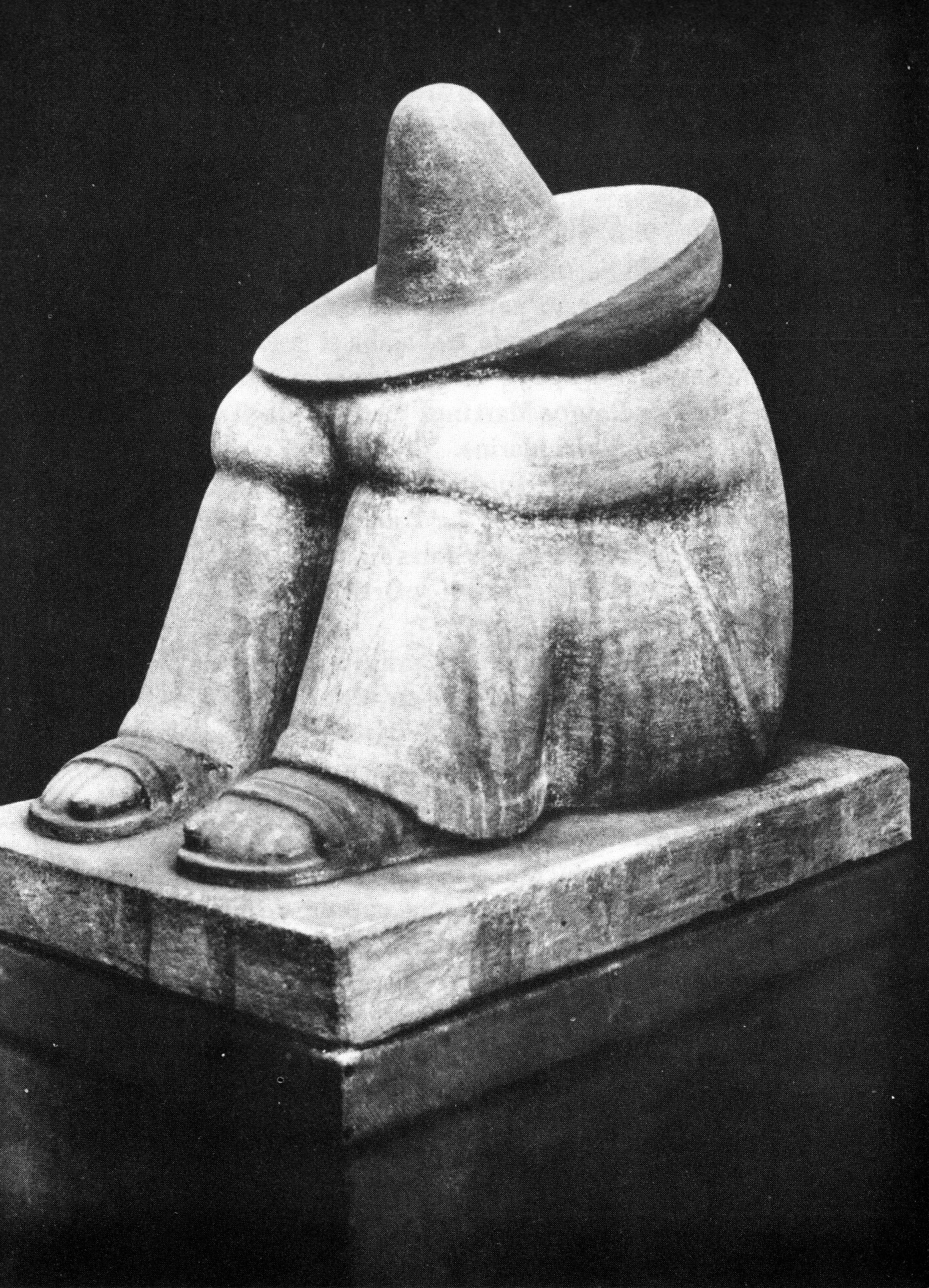
El Pensamiento, escultura de R. Rozo en piedra, de 60 cm de alto, exhibida en el Museo de Arte de La Paz, Bolivia y que cobró fama mundial por el plagio de la imagen ocurrido después de su primera exhibición en la Biblioteca Nacional de México.

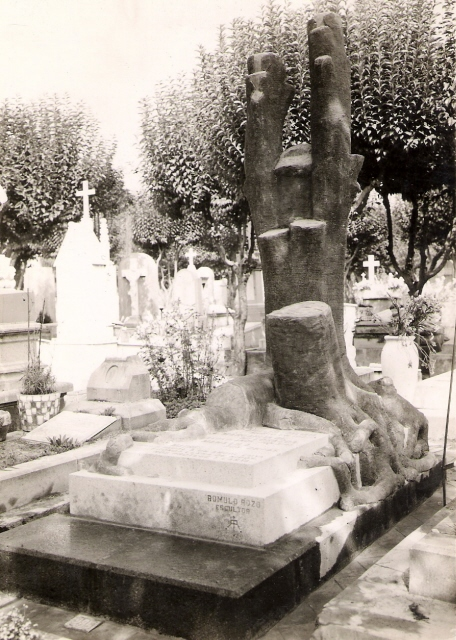
"Imploración", de Rómulo Rozo, en el Panteón Francés de la Piedad, México, D.F. con la inscripción:"..eres igual a un árbol, cuya fronda llena de nidos, nos protege y canta", del poeta Miguel Ángel Menéndez Reyes.

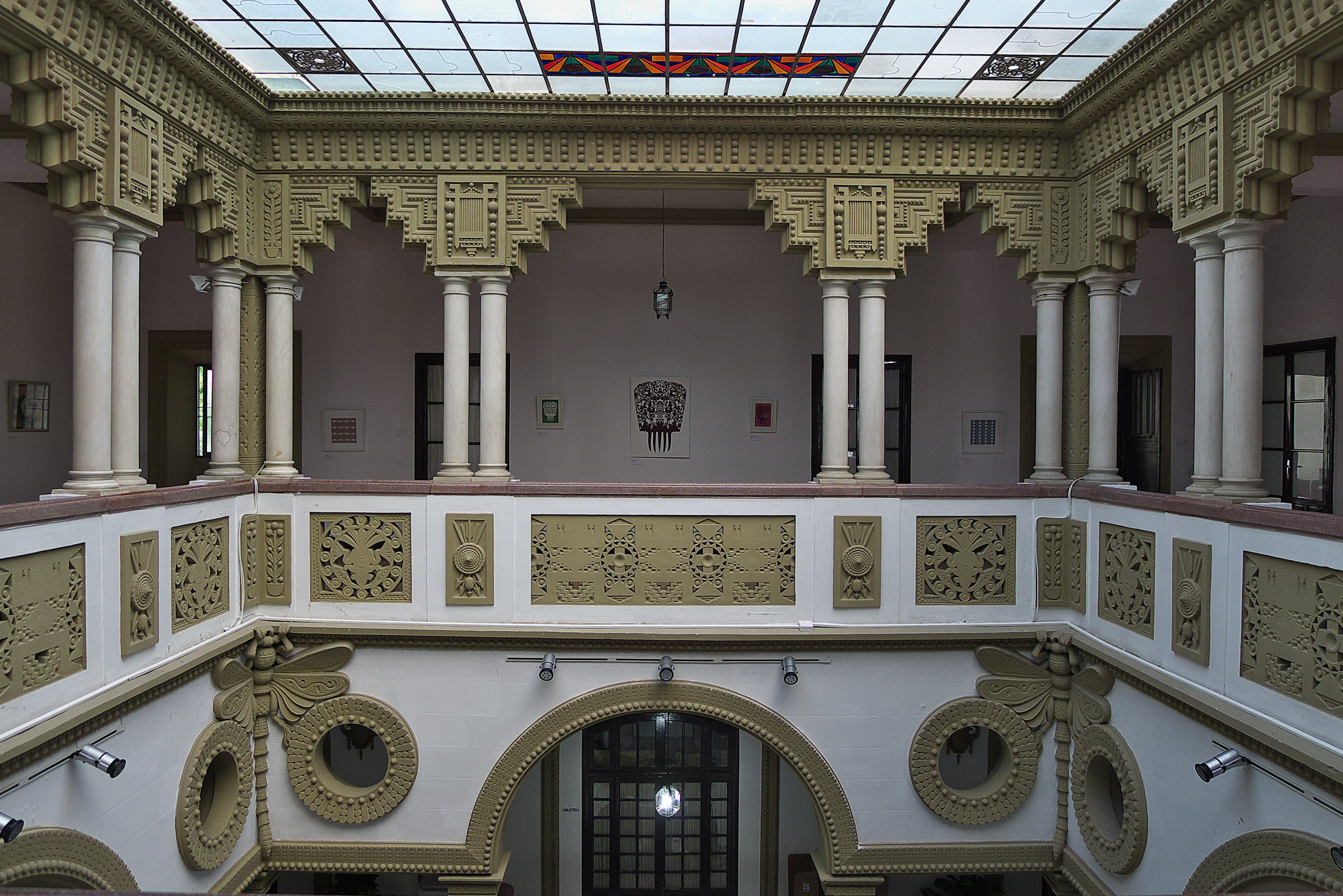
Pabellón de Colombia en la Exposición de 1929 de Sevilla

- Portal de entrada al Pabellón de Colombia, en la Exposición Iberoamericana de Sevilla, 1929. Obra maestra de herrería con motivos prehispánicos, que le valió el gran premio y la medalla de oro en tal exposición.

- El pensamiento. Escultura en piedra de 60 cm de alto. Tal vez su obra más conocida y la que menos se le atribuye por efecto del plagio que sufrió la imagen en los años treinta en la Ciudad de México.

- Son reconocidas las obras que se encuentran en la escuela Belisario Domínguez y la decoración del Hospital Morelos en Chetumal, la capital quintanarroense, realizadas entre 1937 y 1938.

- Su obra más importante en el estado de Yucatán, por la que se le recuerda con admiración y reconocimiento, es la del Monumento a la Patria, ubicado en lugar principal del Paseo de Montejo, la más importante avenida de la capital yucateca. En este monumento, que ocupa un área de más de 2000 mª, Rozo esculpió con maestría 400 imágenes que cuentan la historia de México. La obra se inició en 1944 y se inauguró 12 años después, en 1956.

- También surgió de su cincel el bajorrelieve en la parte central de la Rotonda de la Sociedad Artística Ricardo Palmerín, ubicado en el panteón de Mérida.

- En el puerto de Veracruz esculpió en el año de 1960 el Monumento a las Leyes de Reforma. Destruido el 27 de agosto de 2018 por el Ayuntamiento de la ciudad de Veracruz, en el 2016 fue despojado de un relieve de bronce para colocarlo en otra parte.

- En la Ciudad de México entre otros, Imploración, esculpido en 1940, en el Panteón Francés de la Piedad ante la tumba de doña Concepción Reyes Domínguez de Menéndez.

- Antes, en 1936, había realizado en su tierra natal otras esculturas: el Monumento a la Familia, el monumento al Cacique Rubén en Popayán, y el bronce Bolívar en la Gloria de su Derrota.

### Letrista
Rómulo Rozo se dio a conocer también como letrista de canciones populares en Yucatán. Forma parte de la historiografía de la trova yucateca y su nombre está inscrito, a manera de reconocimiento, junto con un lienzo al óleo con su imagen pintado por el artista  Alonso Gutiérrez Espinosa, en el Museo de la Canción Yucateca.

## Reconocimientos
Existe un busto en bronce en honor del artista junto a su obra más conocida, el Monumento a la Patria, en la ciudad de Mérida, Yucatán.